# Trélissac
Trélissac település Franciaországban, Dordogne megyében. Lakosainak száma 7319 fő (2022. január 1.). Trélissac Cornille, Antonne-et-Trigonant, Bassillac et Auberoche, Périgueux, Champcevinel, Boulazac Isle Manoire és Boulazac községekkel határos.

## Népesség
A település népessége az elmúlt években az alábbi módon változott:
| Lakosok száma | 5037 | 6186 | 6660 | 6540 | 6836 | 6628 | 6658 | 7006 | 7191 | 7319 |
|               | 1968 | 1982 | 1990 | 2006 | 2013 | 2015 | 2017 | 2019 | 2020 | 2022 |